# Jezioro Rusałka
Der Jezioro Rusałka (deutsch Rusałka-See, bis 1945 Elsensee) ist ein künstlich angelegtes Gewässer im Nordwesten von Posen. Er wurde während der deutschen Besatzung von jüdischen und polnischen Häftlingen gebaut und dient heute der Naherholung.

## Allgemeine Daten
Der Rusałka-See liegt im Stadtteil Golęcin, im westlichen Grünen Keil Posens, unweit des Stadtzentrums. Es handelt sich um einen Stausee mit einer Fläche von 36,7 Hektar und einer durchschnittlichen Tiefe von 1,9 Metern; die maximale Tiefe beträgt neun Meter. Die Uferlinie misst 3300 Meter.

## Nutzung
Der Rusałka-See ist Teil eines Naherholungsgebietes. Am Nordufer gibt es ein Sport- und Erholungszentrum mit einem bewachten Badestrand, Bootsliegeplätzen und Gastronomie. Der Polnische Anglerverband betreibt am See Fischerei; vor allem Zander, aber auch Karpfen, Aale, Schleien, Plötzen und andere Fische sind vorhanden. Das umgebende Waldgebiet ist von Wanderwegen durchzogen. Außerdem gibt es dort ein Panzermuseum. Der See bildet zugleich ein einzigartiges ökologisches System und bietet mit seiner Umgebung Raum für Biodiversität und Biorückhaltung.

## Geschichte
Bis in die 1920er Jahre war das Gebiet des heutigen Rusałka-Sees eine vom Flüsschen Bogdanka geteilte Wiesenlandschaft mit Tongruben, die zu einer nahe gelegenen Ziegelei gehörten. Nach Beendigung des Tonabbaus füllten sich die Gruben mit Wasser und die Gewässer wurden mehrere Jahre hindurch im Sommer von der Posener Bevölkerung als unbefestigte Badeseen genutzt.
Bereits im November 1939, kurz nach Beginn des Zweiten Weltkriegs und der Annexion des sogenannten Warthelandes, war in Posen ein Garten- und Friedhofsamt etabliert, das auf dem Gebiet des heutigen Sees die Schaffung eines großen Vergnügungs- und Freizeitparks vorantrieb, des Golnauer Volksparks. Geplant waren u. a. Restaurants und Sportstätten und im Zentrum des Geländes der künstlich angelegte Elsensee, benannt nach der unweit gelegenen Ortschaft Elsenmühle. Der See sollte, umgeben von neu anzupflanzenden Bäumen und mit Schilf und Steinen befestigten Ufern, ein natürliches Aussehen erhalten. Jüdische Häftlinge, die aus Großpolen und der Gegend um Łódź in Posener Lager verschleppt worden waren, und auch polnische Zwangsarbeiter, wurden gezwungen, das Becken auszuheben und den See zu befestigen. Viele von ihnen wurden ermordet oder starben aufgrund brutaler Behandlung und unerträglicher Arbeitsbedingungen.

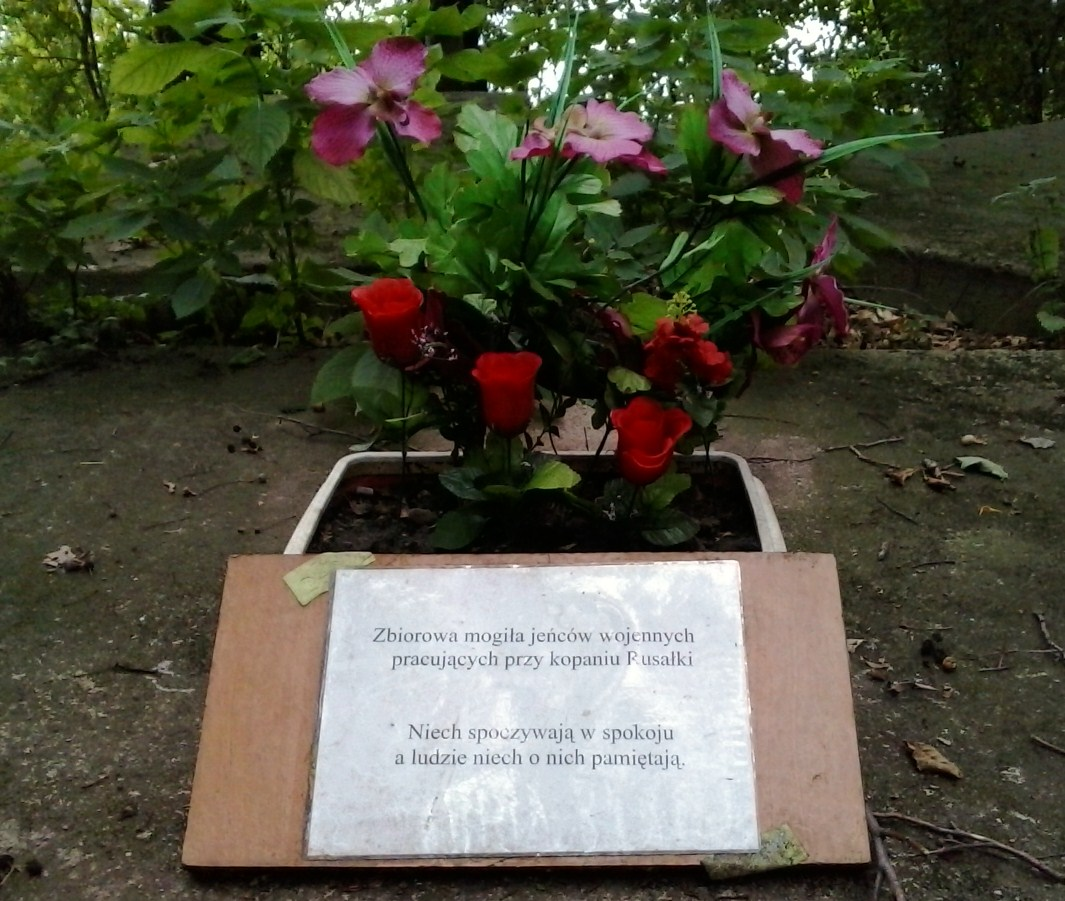
Temporäre Gedenktafel für ein Massengrab am Rande des Rusałka-Sees

Zur Befestigung des Seeufers und als Baumaterial für Brücken, Wege und Durchlässe wurden Grabsteine vom zerstörten jüdischen Friedhof an der Posener Głogowska-Straße und von den Friedhöfen der Gemeinden St. Martin und St. Margarete verwendet. Auch eine künstliche Terrasse unterhalb der Wasseroberfläche wurde mit den zerschlagenen Grabsteinen verstärkt.
Der Ostdeutsche Beobachter berichtete in seiner Ausgabe vom 20. September 1942, dass der See fertiggestellt und eine idyllische Landschaft entstanden sei. Dies würde Posen „schöner“ und „liebenswerter“ machen, und dafür sei „der Stadtverwaltung aufrichtige[r] Dank“ geschuldet.

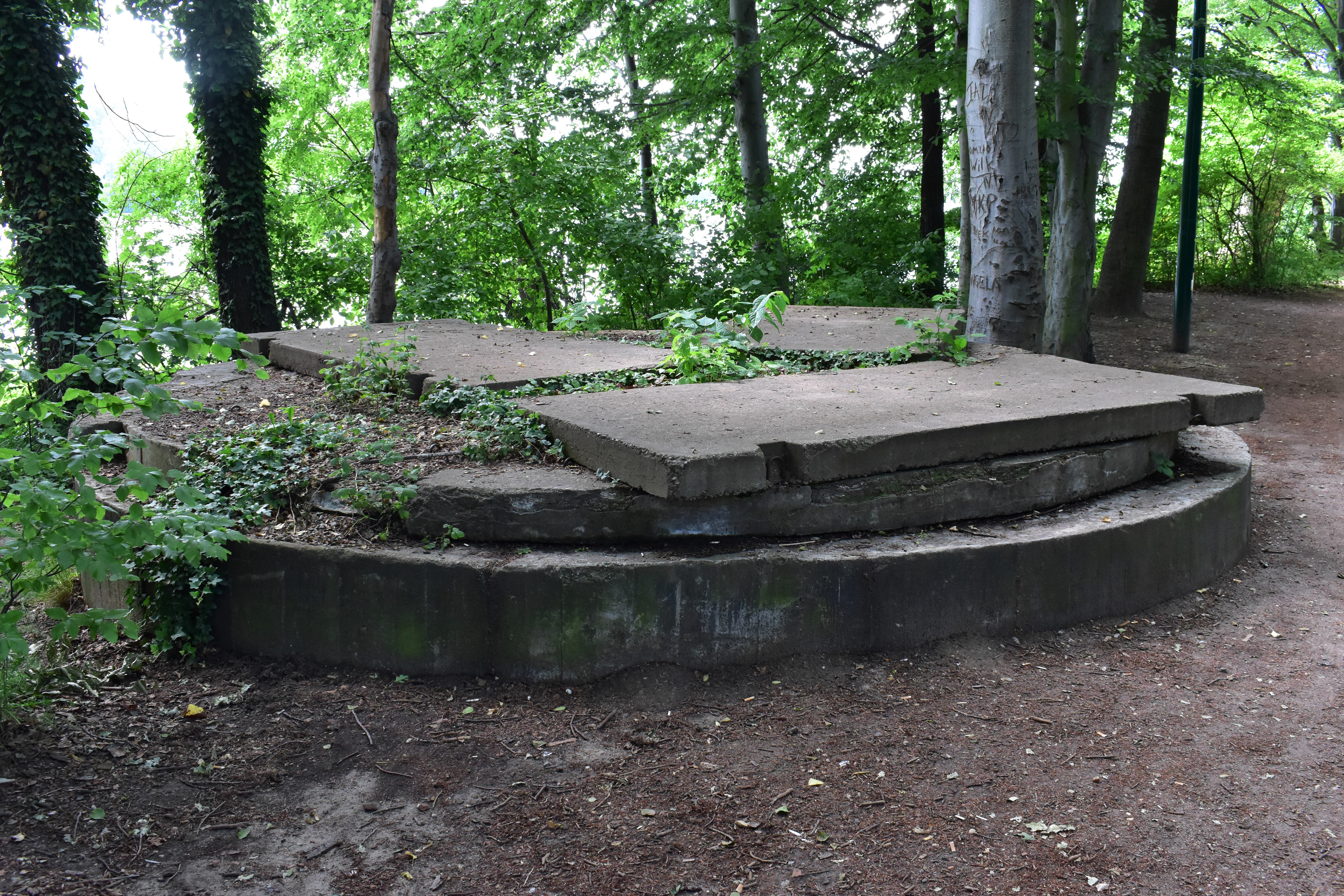
Am Rande des Sees

## Gegenwart
Bei niedrigem Wasserstand werden die zerschlagenen Grabsteine im Rusałka-See sichtbar. Ein Teil wurde geborgen und zur Aufbewahrung in die Försterei an der Wałecka Straße, in das Museum Fort VII und in das Żabikowo Museum gebracht. 2019 wurde die Frage der Bergung und dauerhaften Aufbewahrung der jüdischen Grabsteine im Rusałka-See im Posener Stadtrat behandelt. Ein Ort zu ihrer dauerhaften Aufbewahrung in der Nähe des Sees wurde bestimmt. Die Entstehungsgeschichte des Sees sollte mit Informationstafeln bekannt gemacht werden. Eine Schwierigkeit für die Bergung der Grabsteine bildet die Tatsache, dass sie Teil eines Unterwassersystems zum Uferschutz sind. Sie können daher nicht alle gleichzeitig aus dem See entfernt werden. Auch der Schutz von Flora und Fauna im See muss beim Umbau beachtet werden.

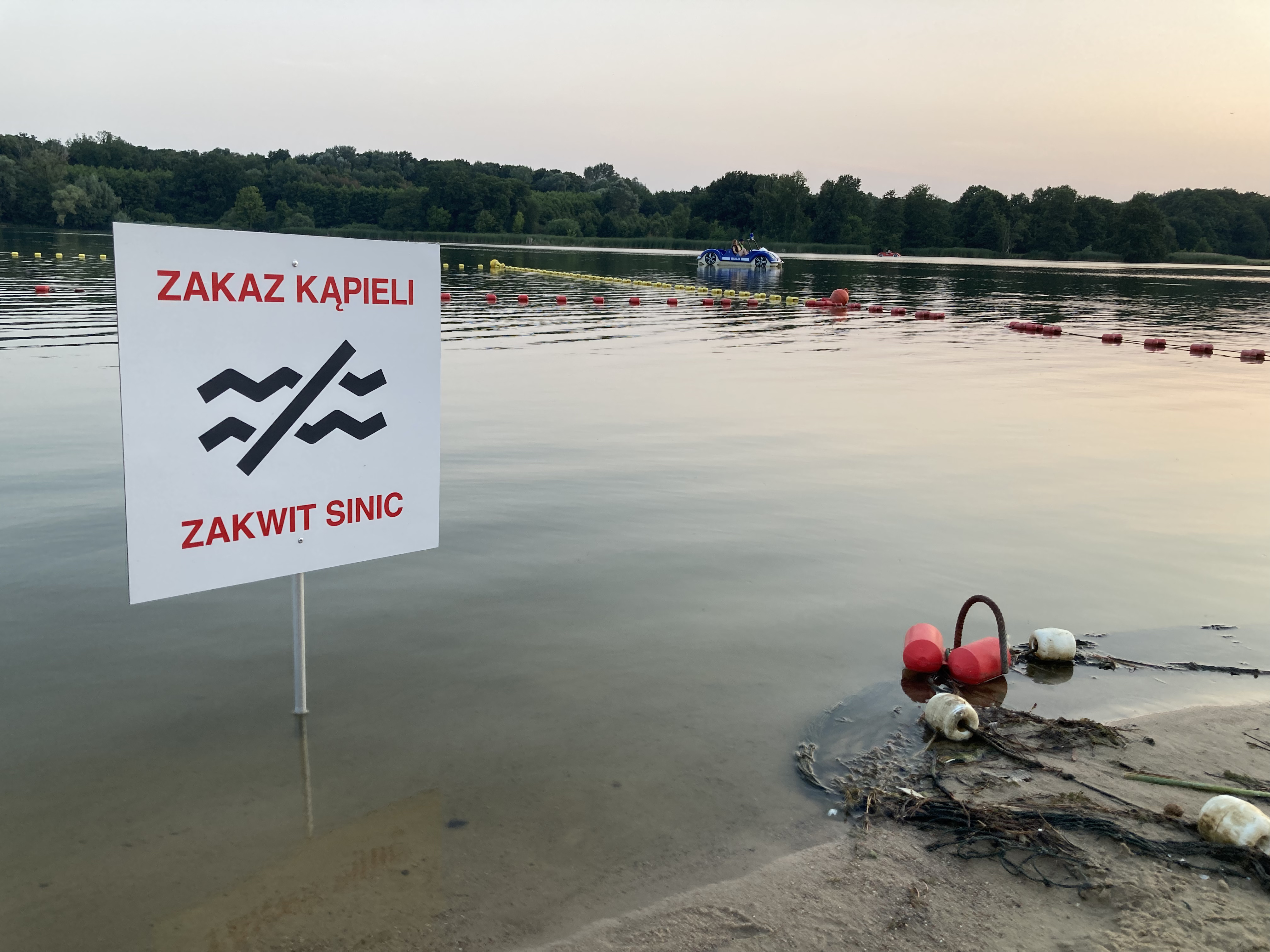
Hinweistafel zum Badeverbot wegen Blaualgen

Zwei Posener Nichtregierungsorganisationen haben sich zum Ziel gesetzt, die Erinnerung an die Geschehnisse wachzuhalten. An Gedenktagen, zum Beispiel zum Aufstand im Warschauer Ghetto, zünden sie Kerzen an, um an die Opfer bei der Erbauung des Sees zu erinnern. Am 30. Mai 2020 veröffentlichte die Gazeta Wyborcza eine Fotogalerie von einer Aktion, bei der zur Erinnerung an das in Posen bislang wenig präsente Schicksal der jüdischen Häftlinge, Kerzen in Form eines Sterns aufgestellt wurden.
Im September 2020 war am Rusałka-See eine aus Spenden finanzierte Informationstafel aufgestellt worden, die über das Leid der Häftlinge und Zwangsarbeiter beim Bau des Stausees während der Okkupationszeit informierte. Im Februar 2022 berichtete die Zeitung Gazeta Wyborcza, man habe die Tafel "umgestürzt und zerbrochen" vorgefunden. Ob die Zerstörung auf Vandalismus oder Naturgewalten zurückzuführen ist, konnte nicht geklärt werden.
Im Juli 2023 wurde die Nutzung der „beliebtesten Badeanstalt Posens“, der Badeanstalt im Jezioro Rusałka, wegen Blaualgenwachstum vorübergehend untersagt.